# インガ・アビトワ
インガ・アビトワ（Инга Эдуардовна Абитова、Inga Eduardovna Abitova、1982年3月6日 - ）はロシアの陸上競技選手、専門は10000mおよびマラソンを主とする長距離走。北京オリンピック女子10000mロシア代表。2007年、2008年ロシア選手権女子10000m優勝者。サマラ州ノヴォクイビシェフスク出身。
1999年世界ユース陸上競技選手権3000m11位。2005年のベオグラードマラソンでは2時間38分30秒の記録で優勝した。
2006年イェーテボリで開催されたヨーロッパ陸上競技選手権10000mにおいて、30分31秒42の自己ベストおよびヨーロッパ歴代7位となる記録で優勝した。2007年の世界陸上競技選手権大阪大会10000mでは12位となった。2008年に出場した北京オリンピック10000mでは30分37秒33の記録で6位に入った。
2009年10月、バーミンガムで開催された世界ハーフマラソン選手権に出場し1時間09分53秒の記録で9位となった。11月15日、横浜で開催された第1回横浜国際女子マラソンに出場し、2時間27分18秒の記録で優勝した。周回コースで実施されたこの大会では、30キロ地点から先頭集団を抜け出し、嶋原清子以下を封じた。
2010年4月25日、ロンドンマラソンでは終盤追い上げたが、2時間22分19秒の記録でリリア・ショブホワに次ぐ2位に入った。Dynamoに所属し、Viktor Putilovaの指導を仰いでいたが、2012年11月にドーピングが発覚し2年間の出場停止処分を受けた。

## 記録
- 3000m - 9分02秒88（2006年）
- 5000m - 15分15秒05（2006年）
- 10000m - 30分31秒42（2006年）
- ハーフマラソン - 1時間09分53秒（2009年）
- マラソン - 2時間22分19秒（2010年）

## 参考資料・外部リンク
- インガ・アビトワ - ワールドアスレティックスのプロフィール（英語）
- インガ・アビトワ - Olympedia（英語）